# 北雷错
北雷错，又譯皮洛错，位于中国西藏自治区那曲市尼玛县境内，地处尼玛县东部，唐古拉山一山间盆地内。湖面海拔4813米，面积21.8平方公里。湖区气候寒冷干燥，年均气温-6℃，年均降水量150～200毫米。湖水主要依靠泉水和地下渗流补给。集水区面积608.2平方公里。